# منطقه کلان‌شهری بولینگ گرین، کنتاکی
منطقه کلان‌شهری بولینگ گرین (به انگلیسی: Bowling Green metropolitan area) یک منطقه کلان‌شهری در ایالات متحده آمریکا است. منطقه کلان‌شهری بولینگ گرین ۱۶۵٬۷۳۲ نفر جمعیت دارد.